# Хоенберг (швабски род)
Хоенберг (на немски: Haus Hohenberg) е швабски благороднически род в днешен Баден-Вюртемберг, Германия.
През средата на 12 век линията на графовете на Цолерн-Хоенберг (Zollern-Hohenberg) се отцепват от общата фамилия Хоенцолерн. Гертруда фон Хоенберг (* 1225, † 16 февруари 1281), най-възрастната дъщеря на граф Буркхард V фон Хоенберг/III († 1253), се омъжва през 1245 г. за граф Рудолф фон Хабсбург (1218-1291), който през 1273 г. е избран за римско-немски крал. Като кралица Гертруд взема името Анна.
През 13 век графовете на Хоенберг принадлежат към най-значимите фамилии в Югозападна Германия, но през 1381 г. граф Рудолф III фон Хоенберг – финансово задължен и без мъжки наследници - продава голяма част от собствеността на Хабсбургите и след почти 100 години умира последният от страничната линия.

## Литературa
- L. Schmid: Albert II. In: Allgemeine Deutsche Biographie (ADB). Band 12, Duncker & Humblot, Leipzig 1880, S. 659–669.
- Eugen Stemmler: Die Grafschaft Hohenberg. In: Friedrich Metz (Hrsg.): Vorderösterreich. Eine geschichtliche Landeskunde. Rombach, Freiburg i. Br. 2000, S. 349–360, ISBN 3-7930-9237-2.
- Karl Joseph Hagen: Die Entwicklung des Territoriums der Grafen von Hohenberg 1170–1482 (Darstellungen aus der württembergischen Geschichte 15) Stuttgart 1914. (nicht eingesehen)
- Johannes Dillinger: Hexenverfolgungen Schwäbisch-Österreich Архив на оригинала от 2010-07-07 в Wayback Machine. vom 13. Dezember 1999